# William Henry Pringle
William Henry Pringle (21 août 1772 - 23 décembre 1840) est un officier de l'armée britannique qui est député pour deux circonscriptions en Cornouailles.

## Biographie
Il est le fils aîné du major-général Henry Pringle, de Dublin et fait ses études en privé et au Trinity College de Dublin.
Il rejoint l'armée britannique en tant que cornet et accède au grade de colonel du 64e régiment d'infanterie en 1816. Il reçoit une autre promotion au grade de lieutenant-général avant d'être transféré en tant que colonel à vie en 1837 au 45e régiment d'infanterie. Il est fait KCB en 1815 et GCB en 1834.
Il est député de St Germans de 1812 à 1818, puis de Liskeard de 1818 à 1832.
Il meurt en 1840. Il épouse Harriet Hester Eliot le 20 mai 1806  (la fille et héritière de Hon. Edward James Eliot) avec qui il a un fils et 4 filles.